# Pine Beach
Pine Beach és una població dels Estats Units a l'estat de Nova Jersey. Segons el cens del 2007 tenia 2.062 habitants.

## Demografia
Segons el cens del 2000, Pine Beach tenia 1.950 habitants, 767 habitatges, i 558 famílies. La densitat de població era de 1.214,4 habitants/km².
Dels 767 habitatges en un 30,4% hi vivien nens de menys de 18 anys, en un 61,8% hi vivien parelles casades, en un 8,1% dones solteres, i en un 27,2% no eren unitats familiars. En el 22,4% dels habitatges hi vivien persones soles el 12,1% de les quals corresponia a persones de 65 anys o més que vivien soles. El nombre mitjà de persones vivint en cada habitatge era de 2,54 i el nombre mitjà de persones que vivien en cada família era de 3,01.
Per edats la població es repartia de la següent manera: un 22,7% tenia menys de 18 anys, un 5,7% entre 18 i 24, un 27,2% entre 25 i 44, un 27,1% de 45 a 60 i un 17,3% 65 anys o més.
L'edat mediana era de 42 anys. Per cada 100 dones de 18 o més anys hi havia 87,7 homes.
La renda mediana per habitatge era de 57.366 $ i la renda mediana per família de 67.404 $. Els homes tenien una renda mediana de 50.256 $ mentre que les dones 34.038 $. La renda per capita de la població era de 26.487 $. Aproximadament el 2,5% de les famílies i el 3,5% de la població estaven per davall del llindar de pobresa.

## Poblacions més properes
El següent diagrama mostra les poblacions més properes.